# Belvosia unifasciata
Belvosia unifasciata är en tvåvingeart som först beskrevs av Robineau-desvoidy 1830.  Belvosia unifasciata ingår i släktet Belvosia och familjen parasitflugor. Inga underarter finns listade i Catalogue of Life.